# Ministri per la semplificazione normativa della Repubblica Italiana
I ministri per la semplificazione normativa della Repubblica Italiana si sono avvicendati dal 2008 in poi, con diverse denominazioni e competenze.

## Lista
| Ministro                                          | Ministro         | Ministro                                  | Partito             | Governo        | Mandato          | Mandato          | Leg. |
| Ministro                                          | Ministro         | Ministro                                  | Partito             | Governo        | Inizio           | Fine             | Leg. |
| ------------------------------------------------- | ---------------- | ----------------------------------------- | ------------------- | -------------- | ---------------- | ---------------- | ---- |
| Semplificazione normativa                         |                  |                                           |                     |                |                  |                  |      |
|                                                   |                  | Roberto Calderoli (1956)                  | Lega Nord           | Berlusconi IV  | 8 maggio 2008    | 16 novembre 2011 | XVI  |
| Pubblica amministrazione e semplificazione        |                  |                                           |                     |                |                  |                  |      |
|                                                   |                  | Filippo Patroni Griffi (1955)             | Indipendente        | Monti          | 16 novembre 2011 | 28 aprile 2013   | XVI  |
|                                                   |                  | Gianpiero D'Alia (1966)                   | Unione di Centro    | Letta          | 28 aprile 2013   | 22 febbraio 2014 | XVII |
| Semplificazione e pubblica amministrazione        |                  |                                           |                     |                |                  |                  |      |
|                                                   |                  | Marianna Madia (1980)                     | Partito Democratico | Renzi          | 22 febbraio 2014 | 12 dicembre 2016 | XVII |
| Gentiloni                                         | 12 dicembre 2016 | Marianna Madia (1980)                     | Partito Democratico | 1º giugno 2018 |                  |                  | XVII |
| Riforme istituzionali e semplificazione normativa |                  |                                           |                     |                |                  |                  |      |
|                                                   |                  | Maria Elisabetta Alberti Casellati (1956) | Forza Italia        | Meloni         | 10 novembre 2022 | in carica        | XIX  |